# Сын Иристона
«Сын Иристона» — советский художественно-публицистический фильм, поставленный на киностудии «Ленфильм» в 1959 году режиссёром Владимиром Чеботарёвым. Премьера фильма состоялась 19 января 1960 года.

## Сюжет
Фильм описывает жизнь и судьбу осетинского поэта, публициста и художника Коста Хетагурова.
Коста Хетагуров, отчисленный из Петербургской академии художеств, возвращается в родные края. Открыв художественную мастерскую, он, пытаясь заработать на пропитание, берёт заказы на иконопись. За выступления против произвола властей художника арестовывают.
После нескольких лет работы на руднике постаревший Коста Хетагуров снова возвращается на родину — в Иристон. Так называется Осетия на осетинском языке.

## В ролях
Следующие актёры снимались в этом фильме:
- Владимир Тхапсаев — Коста Хетагуров
- Лия Элиава — актриса Анна Александровна Цаликова
- Нина Алисова — начальница Владикавказской женской прогимназии Варвара Григорьевна Шредерс
- Николай Волков-ст. — царский наместник генерал Коханов
- Павел Кадочников — поручик Дзамболат Дзахсоров

- Владимир Косарев — скульптор Василий Доброхотов
- З. Туаев — Царай
- Маирбек Цаликов — протоиерей Александр Иванович Цаликов
- Фёдор Каллагов — Таймураз
- Г. Таугазов — Гудалов
- Люся Венкова — Фаризат

## В эпизодах
- Анатолий Абрамов
- Ц. Джатиева
- Сергей Карнович-Валуа — генерал Смекалов
- Алексей Консовский — А.М. Опекушин
- Фёдор Никитин — профессор Чернышёв
- В. Саратовский
- Г. Черноваленко
- Геннадий Нилов
- В съёмках фильма принимали участие артисты Осетинского музыкально-драматического театра.

## Съёмочная группа
- Авторы сценария — Роман Фатуев, Максим Цагараев
- Режиссёр-постановщик  — Владимир Чеботарёв
- Главный оператор — Эдуард Розовский
- Главный художник — Семён Малкин
- Режиссёр — М. Шейнин
- Композитор — Илья Габараев
- Звукооператор — Николай Косарев
- Редактор — В. Осташевская
- Консультанты — А. Хадарцева, Хаджумар Цопанов
- Оркестр Ленинградской государственной филармонии
Дирижёр — Вероника Дударова
- Директор картины — Владимир Беспрозванный